# 雪 深深
「雪 深深」（ゆき しんしん）は、1998年2月25日に発売された藤あや子のシングルである。

## 解説
- 「村勢真奈美」名義で発売した「ふたり川」以来11年ぶりに石本美由起が作詞を担当。
- 第49回NHK紅白歌合戦・第57回紅白歌合戦出場曲。

## 収録曲
- 全曲作詞：石本美由起／編曲：桜庭伸幸

1. 雪 深深
  - 作曲：桧原さとし
2. はまなす
  - 作曲：弦哲也
3. 雪 深深（オリジナル・カラオケ）
4. はまなす（オリジナル・カラオケ）